# Stilocladius clinopecten
Stilocladius clinopecten är en tvåvingeart som beskrevs av Ole Anton Saether 1982. Stilocladius clinopecten ingår i släktet Stilocladius och familjen fjädermyggor. Inga underarter finns listade i Catalogue of Life.